# Colline Apistiskutawasitanuch
Colline Apistiskutawasitanuch är en kulle i Kanada.   Den ligger i provinsen Québec, i den östra delen av landet, 1 100 km norr om huvudstaden Ottawa. Toppen på Colline Apistiskutawasitanuch är 332 meter över havet, eller 26 meter över den omgivande terrängen. Bredden vid basen är 1,9 km.
Terrängen runt Colline Apistiskutawasitanuch är huvudsakligen platt. Trakten runt Colline Apistiskutawasitanuch är nära nog obefolkad, med mindre än två invånare per kvadratkilometer.. Det finns inga samhällen i närheten. 
Omgivningarna runt Colline Apistiskutawasitanuch är i huvudsak ett öppet busklandskap.